# 詹姆斯·迪恩 (色情演员)
詹姆斯·迪恩（英語：James Deen，1986年2月7日—）是一名18岁就開始演出成人片的著名美國色情演員。據iafd的統計，詹姆斯·迪恩至今已拍超過1400部成人電影且導演過11部成人電影。此外他也推出相關成人玩具。詹姆斯·迪恩在2009年以史上最年輕的22歳即獲得象徴成人工業奥斯卡的AVN成人影帶新聞獎年度最佳男表演者獎。之後他也陸續獲得AVN,Xbiz和XRCO等成人奬的年度最佳男演員。從2012年開始他也積極地嘗試往主流電影界發展。詹姆斯·迪恩除了在去年也登上男性主流雑誌GQ以外，詹姆斯·迪恩與琳賽·蘿涵共同演出小成本電影The Canyons也在2013年推出了。

## 拍片生涯

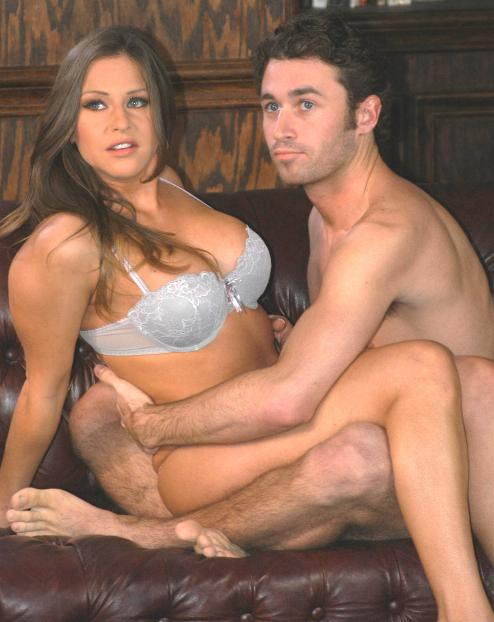
正在工作當中的詹姆斯·迪恩

### 2004年
従2001前後開始，在AV生産世界掀起一股包括史考特·尼爾及Jack Venice等19歳至20歳左右的年青帥氣男孩前仆後繼加入AV産業的旋風，其中詹姆斯·迪恩以才18歲之齡開始他的成人男優的生涯。

### 2006年
詹姆斯·迪恩入圍2006年度AVN「Best Male Newcomer」）但最後未獲奬。

### 2007年
詹姆斯·迪恩也開始為BRAZZERS拍片。他在BRAZZERS的第一個場面是[Teacher's Revenge]。

### 2012年
詹姆斯·迪恩為GQ拍了一系列的照片及訪問。

### 2013年
詹姆斯·迪恩與成人工業主流公司Evil Angel簽下一紙導演合同。詹姆斯·迪恩將於7月推出第一部作品Evil Angel。

## 得獎項目
- 2008: XRCO Awards - Best On-Screen Chemistry, med Joanna Angel
- 2008: XRCO Awards - Unsung Swordsman
- 2009:成人影帶新聞獎－年度男表演者
- 2009: XRCO Awards - Male Performer of the Year
- 2009: XRCO Awards-Best On-Screen Chemistry: Joanna Angel & James Deen[7]
- 2009: XRCO Awards-Unsung Swordsman[7]
- 2010: XBIZ Awards - Male Performer of the Year[8]。
- 2013 成人影帶新聞獎－年度男表演者[9]

## 外部連結
- James Deen在網際網路成人電影資料庫
- 成人電影資料庫上James Deen的资料（英文）
- James Deen Reddit Questionnaire fadsfds  （页面存档备份，存于） (November 6, 2012)